# はい!テレビ朝日です
『はい!テレビ朝日です』（はい!テレビあさひです）は、テレビ朝日が関東ローカルにて放送している広報・自己批評番組である。
放送時間は現在、毎週日曜日の朝5:00 - 5:20（JST）。ハイビジョン制作。完全デジタル化以前は、地上デジタル放送はハイビジョン放送、アナログ放送はレターボックス放送だった。手話放送と文字放送を同時に行う番組でもある。

## 概要
テレビをより理解してもらうことを目的に、番組放送開始以前になかった視聴者の声をフィードバックする場として、また視聴者とテレビ朝日との双方向番組として、1994年11月に放送開始した。他局も同様の自己批評番組・自己検証番組を放送開始したことを受け、1997年4月から放送回数を月1回から月2回に増加し、2014年10月から月2回から毎週放送されるようになった。過去に1度だけBS朝日でも放送されたことがあるが、このときは地上デジタル放送に関する内容だった。
タイトルは電話での応答第一声に由来している。

## 放送内容
特集的な内容と、テレビ朝日からの告示事項からなる。
特集的な内容では、放送・番組に関する問題の議論、番組制作の裏側の紹介と番組や放送に対するQ&A、テレビ朝日の番組改編のあらましなど、1つのテーマにあてて放送する。他局の同様の番組に比べ、メディア・リテラシーに関連した内容が多い。
テレビ朝日からの告示事項では、BPO（放送倫理・番組向上機構）やBRC（放送と人権等権利に関する委員会）の発表のほか、月1回、テレビ朝日放送番組審議会の審議内容を報告する。放送番組審議会の審議内容の報告では、主な意見について進行役の女性アナウンサーが代読する形式をとっていた（代読の間、審議の模様をVTR映像で流し、出席委員の氏名を字幕表示する）、2008年から審議会の実音を使っている。
2006年8月13日にはテレビ朝日局舎内で公開録画を行い、スタッフの仕事を会場に来た子供たちに体験させるなど「テレビ番組の作り方」を紹介し、2006年8月20日にその模様が放送された。また、2007年8月10日も同様の公開録画が行われた。

## 司会
司会を担当する女性アナウンサーにとっては「報道系アナウンサーの登竜門」であり、その後は報道・情報局制作の番組を担当することが多々ある。
- 山口豊（2022年10月2日 - ）
- 八木麻紗子（2020年4月5日 - ）

### 過去の司会
- 小林一枝（1994年11月 - 不明）
- 佐藤紀子（- 2001年9月）
- 佐分千恵
- 上山千穂（1998年10月 - 1999年9月）
- 萩野志保子（1999年10月 - 2000年6月、2016年1月24日 - 2020年3月29日）
- 武内絵美（2000年7月 - 2002年6月）
- 松尾由美子（2002年7月 - 2003年6月）
- 市川寛子（2003年7月 - 2004年6月）
- 上宮菜々子（2004年6月 - 2005年7月10日）
- 矢島悠子（2005年7月17日 - 2006年10月15日）
- 島本真衣（2006年11月5日 - 2008年9月21日）
- 本間智恵（2008年10月5日 - 2010年9月17日）
- 加藤真輝子（不定期）
- 森葉子（2010年10月3日- 2013年9月）
- 林美沙希（2013年10月20日 - 2014年3月）
- 吉澤一彦（2001年10月 - 2015年3月29日）
- 久冨慶子（2014年4月6日 - 2016年1月17日）
- 寺崎貴司（2015年4月5日 - 2022年9月25日）

## テーマ曲
- 2009年4月5日～2015年3月29日
  - OP:「MIDNIGHT TV」（1000say）
  - ED:「FUTURE DRAMA」（同上）
- 2015年4月5日～2017年9月3日
  - OP:「Brightening」（KoTa）
  - ED:「breeze」（木島彩花）
- 2017年9月10日～2019年6月30日
  - OP:「Brightening」（KoTa）
  - ED:「svelte」（同上)
- 2019年7月7日～現在
  - OP・ED共通:「Samba de manha」（松任谷正隆)